# Teodorówka (województwo mazowieckie)
Teodorówka – wieś sołecka w Polsce położona w województwie mazowieckim, w powiecie grójeckim, w gminie Pniewy. Leży w dolinie rzeki Jeziorki.
W latach 1975–1998 miejscowość położona była w województwie radomskim.